# Parque nacional Barakee
Barakee es un parque nacional en Nueva Gales del Sur (Australia), ubicado a 257 km al norte de Sídney y a 37 km al norte de Gloucester. El parque, junto con el área estatal de conservación Barakee forman un corredor verde que va desde las planicies del río Manning hasta la gran cordillera divisoria.